# Zaļesjes pagasts
Zaļesjes pagasts er en territorial enhed i Zilupes novads i Letland. Pagasten etableredes i 1945, havde 825 indbyggere i 2010 og omfatter et areal på 108,79 kvadratkilometer. Hovedbyen i pagasten er Zaļesje.